# Batara à ailes rousses
Thamnophilus torquatus
Espèce
Répartition géographique
Statut de conservation UICN

 LC  : Préoccupation mineure
Le Batara à ailes rousses (Thamnophilus torquatus) est une espèce de passereaux de la famille des Thamnophilidae.
Cet oiseau peuple le Cerrado et forêts semi-ouvertes avoisinantes.